# Naturtype
En naturtype er et afgrænset naturområde med afgørende træk fælles med andre områder.
Habitat kan bruges som synonym.
EU har år 2000 udarbejdet en oversigt over naturtyper i unionsområdet. Den er bearbejdet af Skov- og Naturstyrelsen og indeholder en oversigt over danske naturtyper, som er en del af hovedgrundlaget for Natura 2000-projektet.